# متلألئة كنارية
متلألئة كنارية (الاسم العلمي:Luzula canariensis) هي نوع من النباتات تتبع جنس المتلألئة من الفصيلة الأسلية.